# Ruslana Korshunova
Ruslana Sergeevna Korshunova (em russo: Руслана Сергеевна Коршунова) (Almati, 2 de julho de 1987 — Nova Iorque, 28 de junho de 2008) foi uma modelo cazaquistanesa de ascendência russa.

## Biografia

### Infância e carreira
Ruslana Korshunova nasceu em Almati, então República Socialista Soviética Cazaque (hoje Cazaquistão), e é descendente de russos. Ela falava fluentemente russo, inglês e alemão, além de sua língua materna cazaque. Ruslana foi descoberta em 2003, quando a revista All Asia publicou uma matéria sobre o clube de língua alemã de Almati, onde Ruslana estudava. Sua fotografia, que foi publicada no artigo, chamou a atenção de Debbie Jones da agência Models 1, que localizou e fechou contrato com Ruslana, que na época tinha 15 anos.
Ruslana foi representada pela agência IMG Models (Nova Iorque, Paris, Londres e Milão), Beatrice Models (Milão), Traffic Models (Barcelona), Marilyn Models e iCasting Moscow, que foi sua primeira agência. Ruslana desfilou para Elle (França) e Vogue (Polônia e Rússia. Ela também fotografou para Blugirl by Blumarine, Clarins, Ghost, Girbaud, Kenzo Accessories, Marithé & François, Max Studio, Moschino, Old England, Pantene Always Smooth, Paul Smith e Vera Wang.

### Morte
Ruslana Korshunova morreu por volta das 14h30 de 28 de junho de 2008, numa queda do edifício na Water Street, distrito financeiro de Manhattan, segundo reportado pelos jornais. Testemunhas disseram tê-la visto pular no sábado. Noticiários locais informaram que, segundo a polícia, não houve traços de violência em seu apartamento, e que a suspeita era de suicídio.
Um de seus amigos, que falou ao The New York Post, disse que Ruslana havia acabado de retornar de um trabalho em Paris. Ele observou que ela parecia estar "no topo do mundo" e que não havia razão aparente para que ela cometesse suicídio. Entretanto, Ruslana parecia amargurada e com raiva em algumas de suas postagens num site de rede social. A mensagem mais significativa dela foi escrita há três meses atrás: "Estou tão perdida. Será que eu ainda vou me encontrar?"
Vladislav Novgorodtsev, empresário pessoal de Ruslana, descreveu a jovem modelo como amargurada, solitária e com saudades de casa. De acordo com depoimentos de Novgorodtsev dados à mídia, Ruslana o havia revelado que ela teve intenções suicidas no passado, tentando se matar utilizando vários métodos ao menos cinco vezes antes, desde que ela tinha 15 anos. Em janeiro e fevereiro de 2008, ela visitou o centro de treinamento Roza Mira, em Moscou. Novgorodtsev revelou que a modelo o confessou que estava apaixonada por um jovem de Moscou, mas que nada poderia advir deste relacionamento porque ele era casado. Ruslana também estava tendo problemas financeiros e pediu US$ 400 emprestado a amigos dez dias antes de pular para a morte. A maior parte do dinheiro ganho por Ruslana, advindo principalmente do trabalho como modelo em desfiles, foi enviado para sua mãe.
Em 7 de julho de 2008, Ruslana Korshunova foi enterrada no Cemitério Khovanskoye, em Moscou. Sua mãe declarou ao jornal russo Komsomolskaya Pravda que a capital russa era uma das cidades favoritas da filha e que ela "adoraria que sua amada Moscou fosse seu derradeiro lar."